# Chrysallida spiralis
Chrysallida spiralis är en snäckart. Chrysallida spiralis ingår i släktet Chrysallida och familjen Pyramidellidae. Inga underarter finns listade i Catalogue of Life.